# Dorsale medio-indiana
La dorsale medio-indiana è una dorsale oceanica, un margine divergente di placche tettoniche, situata sul fondo dell'Oceano Indiano centrale e occidentale che si estende in direzione nord-sud.

## Geologia
La morfologia della dorsale medio-indiana è caratteristica delle dorsali oceaniche a crescita da lenta ad intermedia. La valle lungo l'asse della dorsale ha una profondità che varia da 500 a 1.000 m, i segmenti della dorsale, lunghi da 50 a 100 km, sono separati da faglie trasformi lunghe fino a 30 km e da discontinuità non trascorrenti lunghe fino a 10 km. L'emissione di magma avviene lungo dorsali vulcaniche assiali lunghe fino a 15 km, larghe 1–2 km e che raggiungono i 100–200 m di altezza sopra il livello del fondale marino.
Con una velocità di espansione di 30 mm/anno vicino all'Equatore e di 49 mm/anno vicino alla tripla giunzione di Rodrigues alla sua estremità meridionale, dove incontra la dorsale indiana sudorientale e la dorsale indiana sudoccidentale, la medio-indiana è una dorsale oceanica con velocità di crescita intermedia e caratterizzata da una moderata obliquità e poche faglie trascorrenti (e zone di frattura associate) di dimensioni importanti, tra le quali spicca la zona di frattura di Marie Celeste, localizzata alla latitudine 18°S e lunga quasi 300 km.
Tra la latitudine 21°S e la zona di frattura di Marie Celeste, la dorsale vira ad ovest. Lungo questo intervallo le faglie trasformi che segmentano la dorsale passano dall'avere movimento laterale destro all'avere movimento laterale sinistro per poi tornare ad essere di nuovo laterali destre a nord del diciottesimo parallelo sud.
La regione meridionale della dorsale medio-indiana (tra la tripla giunzione di Rodrigues e la zona di frattura di Venna, quindi tra il 25º ed il 1º parallelo sud) è quasi ortogonale rispetto alla direzione della sua espansione. A nord della zona di frattura di Venna, in quella che è la sua regione settentrionale, invece, la dorsale ha un'inclinazione più accentuata verso ovest e risulta molto segmentata fino alla latitudine di 10°N, dopodiché, nella parte ancora più settentrionale, inclusa la dorsale di Carlsberg, si estende verso nord nord-ovest ed è quasi priva di zone di frattura.
La massima profondità viene raggiunta dalla dorsale nella tripla giunzione di Rodrigues, dove, lungo l'asse, si arriva ad una profondità di circa 4.000 m.

## Confini
In letteratura si dice tradizionalmente che la dorsale medio indiale divide la placca africana dalla placca indo-australiana. Allo stesso modo si dice che la zona di frattura di Owen, all'estremità destra della suddetta dorsale, separa la placca indo-australiana dalla placca araba. In realtà va detto però che i movimenti della zona di frattura di Owen sono trascurabili e che l'Arabia e l'India si muovono come se fossero sulla stessa placca.
Quest'ultima placca invece è separata dalla placca australiana per mezzo di un margine esteso, il margine costituito dalla placca del Capricorno (una placca la cui esistenza è stata per ora solo teorizzata e che separa quindi le due protoplacche, o sub-placche, indiana e australiana) che si estende verso est dalla dorsale medio-indiana, nei presso del banco delle Chagos, fino alla dorsale Novanta Est e verso nord costeggiando quest'ultima dorsale fino all'estremità settentrionale della fossa di Giava.
Questo margine esteso ha probabilmente iniziato a formarsi nel tardo Miocene e la sua formazione è quasi certamente legata allo stress tettonico causato dalla collisione tra la placca indo-australiana e la placca euroasiatica lungo l'asse dell'Himalaya.

## Storia della tettonica e interazione con i punti caldi
La dorsale medio-indiana ha iniziato ad allargarsi, divenendo un vero e proprio margine divergente, circa 38 milioni di anni fa durante la separazione tra il pianoro delle Mascarene e la dorsale Chagos-Laccadive, due formazioni derivanti dall'attività del punto caldo di Réunion. Questo punto caldo, che ora si trova a 1.100 km a ovest della dorsale medio-indiana, è l'unico che si conosca ad aver interagito con la dorsale. Circa 47 milioni di anni fa, infatti, il punto caldo di Réunion fu oltrepassato, tra il diciottesimo e il ventesimo parallelo sud, nel movimento delle placche verso est, da quella che era ancora una zona di rift (quindi non ancora un verso e proprio margine divergente) e passò così dalla placca indo-australiana alla placca africana.
L'unica struttura visibile al di sopra della superficie del mare vicina alla dorsale medio-indiana è l'isola Rodrigues, il punto più alto della dorsale di Rodrigues, tra l'isola Mauritius e la stessa dorsale medio-indiana.  Quest'ultima è raggiunta dalla dorsale di Rodrigues alla latitudine di 19°S attraverso una serie di scaglioni di dorsale chiamati Tre Magi. Le rocce vulcaniche da cui è formata l'isola Rodrigues sono tuttavia simili alle rocce vecchie di 1,3-1,5 milioni di anni che compongono l'isola Réunion (o Riunione) e l'isola Mauritius, la dorsale di Rodrigues sembra quindi non essere stata originata dalla dorsale medio-indiana, bensì dal punto caldo di Réunion.